# Happy Night (film)
Pour plus de détails, voir Fiche technique et Distribution.
Happy Night (en chinois : 欢乐之夜) est un film français réalisé par Mustafa Ozgun, sorti en 2021.
Filmé durant la pandémie de Covid 19, la distribution réunit un casting international, avec des acteurs de Hong Kong, Chine et France. Il s'agit du troisième long-métrage du réalisateur. La bande originale du film a été composée par Maximilien Mathevon.

## Synopsis
Xin, (Xiran Wang), vient d'arriver en France. Sans argent, elle est prise sous l'aile de Mr Chen (Bing Yin), propriétaire d'un supermarché asiatique dans la banlieue de Paris. Il lui donne un travail, et lui permet même de dormir dans l'entrepôt, le temps que sa situation s'arrange.
Heureuse de cette rencontre et de cette chance, Xin ne se rend pas compte qu'elle met les pieds dans une situation inextricable. Son patron, Mr Chen n'est pas si désintéressé. Homme a femmes, accumulant les maitresses, il est tombé amoureux de son innocence et de sa fraicheur, et est bien décidé à la séduire.
Xin est également bientôt confronté à une attitude hostile de deux de ses collègues Marie (Wang Xi) et Min (Irene Wan), dont elle ne comprend pas l'origine, pensant à de la jalousie. En fait, Marie et Min sont associées à Nicolas (Anthony Gavard), un petit truand local. Avec son aide, elles pillent régulièrement l'entrepôt, pour revendre les biens pour leur propre compte, ce qui n'est plus possible depuis l'arrivée de Xin. Elles essayent donc de la faire partir par tous les moyens.
Leur trafic étant bloqué depuis longtemps, Nicolas perd patience et décide d'intervenir pour s'occuper définitivement de son cas. Profitant de la nuit, il s'introduit dans l'entrepôt et espionne Xin en attendant qu'elle s'endorme. Surpris dans son action, il est assommé, et bientôt ligoté par Yin Chen, qui décide de ne pas prévenir la police et de le retenir prisonnier pour le faire avouer. L'arrivée de Min et Marie va déclencher une série d’événements dont personne ne sortira indemne.

## Fiche technique
- Titre : Happy Night
- Réalisation : Mustafa Ozgun
- Scénario : Mustafa Ozgun
- Musique : Maximilien Mathevon
- Producteur : Mustafa Ozgun, Rui Vallaud Yang, François-Maurice Dalinval.
- Société de production : Babel Tower Film
- Pays d'origine : France
- Langue originale : Français, Chinois
- Genre : Drame
- Durée : 90 minutes
- Date de sortie : 6 janvier 2021

## Distribution
- Xiran wang : Xin
- Irene Wan : Min
- Bing Yin : Yin Chen, le patron
- Anthony Gavard : Nicolas
- Wang Xi : Marie
- Delphine Depardieu : Isabelle
- Zhehui Cao : Gang
- Jean-Chrétien Sibertin-Blanc : Marc
- Yuhe Li : Jessy
- France Renard : Maîtresse 5
- Joanna Xu : Maîtresse4
- Miao yang : Maîtresse3
- Niji Xuewen : Maîtresse2
- Jojo Wang : Maîtresse21
- Lucie Zhang : La fille en rouge
- Yax Chen : Le père de Xin
- Yuqing Zhang : La mère de Xin
- Basile Lebret : Vigile
- Christian Tarro Toma : Vigile 2
- Yanfe Feifei He : Feifei
- Qinyun Hu : Brit